# خورخه مرخیو
خورخه مرخیو (انگلیسی: Jorge Morcillo؛ زادهٔ ۱۱ مارس ۱۹۸۶) بازیکن فوتبال اهل اسپانیا است.
از باشگاه‌هایی که در آن بازی کرده‌است می‌توان به باشگاه فوتبال دپورتیوو آلاوس، باشگاه فوتبال رایو وایکانو، باشگاه فوتبال رکریتیوو اوئلوا، باشگاه فوتبال آلمریا، و باشگاه فوتبال کوردوبا اشاره کرد.